# Adrian Sînă
Adrian Sînă (prescurtat Adi Sînă, nume complet Adrian Claudiu Sînă, n. 18 aprilie 1977, Baia Mare, România) este un cântăreț, cantautor, producător și DJ român. El este cunoscut mai ales ca fondator și membru al formației Akcent. Sînă a urmat cursuri la Academia de Artă Teatrală și Cinematografică Caragiale din București, pregătindu-se pentru a deveni actor, dar ulterior a ales muzica.
În prezent își etalează calitățile împreună cu formația The Wedding Crashers și performează cel mai des la nunți, botezuri, zile ale orașului sau comunei sau evenimente cu puternic caracter electoral.
În 2012 a fost acuzat că a contractat serviciile unei persoane care i-a adus 50.000 de urmăritori pe o rețea socială fără a-i plăti integral persoanei respective suma de bani pentru care s-au înțeles.
În 2023 a fost acuzat că s-a angajat să performeze la diferite evenimente, iar cu puțin timp înainte de evenimente a anunțat că nu se poate prezenta, invocând diferite pretexte. Se spune că Adrian Sînă obișnuiește să contracteze mai multe evenimente care se desfășoară simultan, iar pentru că nu se poate prezenta, în ultimul moment propune artiști mai slab cotați pentru a performa în locul lui pentru același tarif sau un tarif similar.